# Glucose-6-fosfaatdehydrogenase-deficiëntie
Glucose-6-fosfaatdehydrogenase-deficiëntie (G6PD-deficiëntie) ook bonenziekte of favisme genoemd, is een erfelijke aandoening, gelokaliseerd op het X-chromosoom. Het heeft een hoge prevalentie (10-20%) bij mensen die afkomstig zijn uit Centraal-Afrika, het Mediterrane gebied, het Midden-Oosten en het Verre Oosten. G6PD is een eiwit op de celmembraan van een erytrocyt (rode bloedcel) en beschermt deze tegen schadelijke invloeden van superoxide en waterstofperoxide, door glutathion in de gereduceerde fase te houden. Afhankelijk van de onderzochte populatie zijn verschillende mutaties in het G6PD beschreven. 

## Mannen
Mannen hebben slechts één X-chromosoom terwijl vrouwen er twee hebben. Indien mannen een afwijkend X-chromosoom hebben, hebben ze altijd de aandoening. In populaties uit het Mediterrane gebied, het Midden-Oosten en het Verre Oosten hebben aangetaste mannen uiterst lage of afwezige activiteit van G6PD in hun rode bloedcellen. Patiënten van Afro-Caribische origine hebben 10 tot 15% van de normale enzymactiviteit. Jonge rode bloedcellen hebben soms nog normale enzymactiviteit, terwijl de oudere rode bloedcellen deficiënt zijn.

## Vrouwen
Omdat een vrouw twee X-chromosomen heeft, wordt ze gewoonlijk niet ziek als ze één afwijkend X-chromosoom heeft (heterozygoot). De aanwezigheid van het andere, normale X-chromosoom met een volledig functioneel G6PD-gen beschermt haar dan. Wel is zij draagster van het afwijkende chromosoom en kan zij dit doorgeven aan haar kinderen. Uitzonderlijk vertoont een draagster wel ernstige symptomen van de aandoening bij ongunstige Lyonisatie. Nog zeldzamer heeft een vrouw twee afwijkende X-chromosomen en is ze dus homozygoot. Dan is het beeld gelijk aan dat van een man met de afwijking. 

## Overerving
Mannen kunnen nooit de aandoening overerven van hun vader, aangezien die zijn Y-chromosoom heeft doorgegeven aan mannelijke nakomelingen. Dochters van een aangetaste man zijn minstens draagster, omdat ze zijn X-chromosoom met de mutatie overerven. Indien hun moeder draagster is hebben zonen 50% kans om de aandoening over te erven en dochters 50% kans zelf draagster te worden. Indien de vader én de moeder het afwijkende X-chromosoom hebben is de kans op ziekte ook bij de dochter erg groot. De dochter heeft dan 50% kans op dragerschap en 50% kans op 2 afwijkende chromosomen.

## Gevolgen
Indien men G6PD-deficiënt is betekent dit dat erytrocyten gemakkelijker beschadigd kunnen raken en als gevolg daarvan sneller kapot gaan. De belangrijkste uitlokkende factoren voor dit type van beschadiging zijn infectie, bepaalde oxiderende geneesmiddelen (Acetylsalicylzuur, methyleenblauw, prilocaine, lidocaine), naftaleen (bijvoorbeeld uit mottenballen), en soms ook tuinbonen. Deze factoren kunnen dan ook aanleiding geven tot massale erytrocytenafbraak (hemolyse) en zo resulteren in anemie (bloedarmoede).
Tussen episodes van hemolyse door hebben bijna alle patiënten een normaal bloedbeeld. De diagnose wordt gesteld door de activiteit van G6PD in rode bloedcellen te meten. Tijdens periodes van hemolyse kan de activiteit misleidend verhoogd zijn door de hogere enzymconcentratie in reticulocyten, die meer voorkomen in het bloed in respons op de vernietiging van mature rode bloedcellen. Het is best de test dan te herhalen wanneer de situatie gestabiliseerd is.
Indien een patiënt G6PD-deficiëntie heeft is voorzichtigheid geboden met bepaalde medicatie, omdat deze massale bloedafbraak kan veroorzaken. Voorts dient de patiënt geen tuinbonen te nuttigen.